# Dóris Mendes Trindade

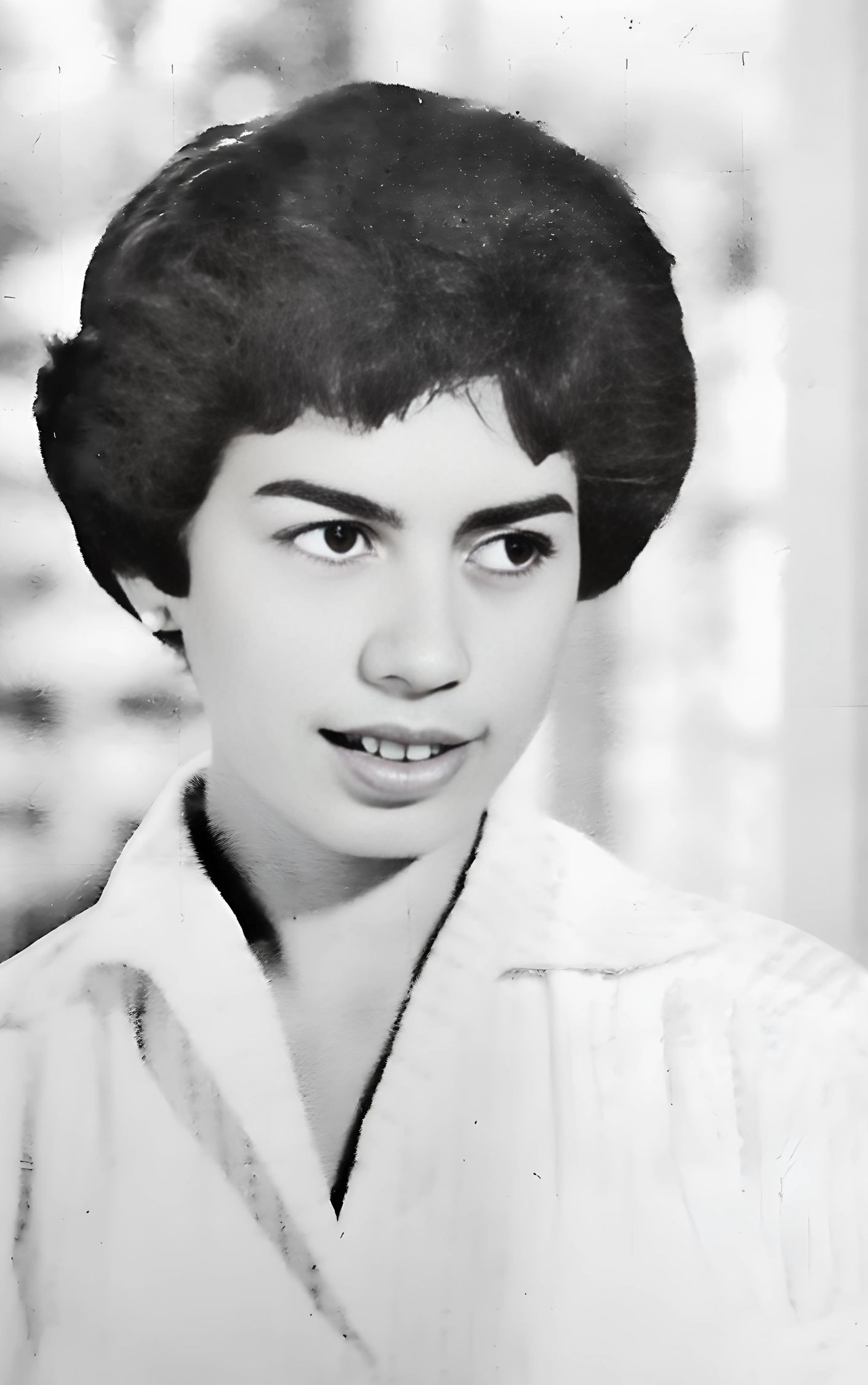
Dóris Mendes Trindade. Foto do acervo da familia.

Dóris Mendes Trindade nasceu eu Aquidauana (MS) em 15 de agosto de 1936. Foi a quarta filha de Hercília Mendes e Armando Figueiró Trindade e a última das irmãs escritoras e poetisas da Família Trindade, composta por Jandira Mendes Trindade e Dóris. A Família Trindade, hoje conhecida pela história contada no site Essencialmente Pantaneiras se tornou, um sinônimo de cultura e preservação da memória pantaneira. 
Desde cedo, o destino de Dóris esteve entrelaçado com a educação e a escrita, tornando-se uma referência na formação de jovens e no registro da cultura pantaneira.Seu caminho na educação começou na Escola Paroquial de Aquidauana e, mais tarde, a levou até São Paulo, onde se formou em Letras Neolatinas pela Sedes Sapientiae. No entanto, foi em sua terra natal que deixou seu legado mais profundo.
Dóris fundou o Ginásio Paroquial em Anastácio, proporcionando acesso à educação de qualidade para os jovens da região. Também lecionou no Ginásio Cândido Mariano, em Aquidauana, sendo uma figura essencial na formação de gerações. Mas seu impacto não ficou restrito ao Pantanal: lecionou no Colégio Vocacional, um colégio experimental do Estado de São Paulo, orientando estudantes de diversas partes do país. Seu compromisso com a educação culminou na fundação do Centro Pedagógico de Aquidauana, que mais tarde se tornaria parte da Universidade Federal de Mato Grosso do Sul.
Além de educadora, Dóris era uma escritora talentosa, que encontrou na palavra uma forma de transpor as barreiras do tempo. Sob o pseudônimo Maria Pereira, publicou crônicas no jornal "O Pantaneiro", trazendo reflexões afiadas e um olhar além de sua época. Sua escrita era uma válvula de escape, um espaço onde suas ideias e percepções do mundo ganhavam forma.
Seu talento literário foi redescoberto décadas após sua partida. Em 1984, os professores Orlando Antunes Batista e Vilma Begossi organizaram uma coletânea de suas crônicas, poesias e um conto, intitulada "Baú de Sinhá Vidinha – Poesiprosa", reunindo textos publicados entre 1975 e 1981. Em 2025, sua sobrinha-neta Beatriz Nantes revisou e editou essa obra, lançando-a em uma edição independente, com autorização dos herdeiros Jandira e Armando Mendes Trindade.
Dóris Mendes Trindade foi muito mais do que uma professora; foi uma visionária que transformou vidas. Seu compromisso com o ensino, sua escrita afiada e sua incansável dedicação à cultura pantaneira deixaram um legado eterno na educação e na história de seu estado.